# 北海道立総合研究機構農業研究本部根釧農業試験場
地方独立行政法人北海道立総合研究機構農業研究本部酪農試験場（ちほうどくりつぎょうせいほうじんほっかいどうりつそうごうけんきゅうきこうのうぎょうけんきゅうほんぶらくのうしけんじょう）は、北海道内の農業に関する試験研究等を行うために設置された、地方独立行政法人北海道立総合研究機構の試験研究機関である。中標津町旭ヶ丘にある。

## 概要
地方独立行政法人北海道立総合研究機構が設置する農業試験研究機関であり、酪農の試験研究に重点をおき、根室、釧路、宗谷の3振興局管内における地域対応研究を担当する。

## 沿革

### 本場
- 1927年 - 国費により北海道農事試験場根室支場が標津郡標津村（現・中標津町）に設置される。
- 1942年 - 北海道農業試験場根室支場に改称される。
- 1950年 - 北海道へ移管され、北海道立農業試験場根室支場となる。
- 1964年 - 本支場制を改め、北海道立根釧農業試験場となる。
- 2010年 - 地方独立行政法人北海道立総合研究機構の設立により北海道から移管され、名称を「地方独立行政法人北海道立総合研究機構農業研究本部根釧農業試験場」と改める。
- 2018年 - 名称を「地方独立行政法人北海道立総合研究機構農業研究本部酪農試験場」と改め、上川農業試験場天北支場の所属を変更し酪農試験場天北支場とする。

### 天北支場
- 1916年 - 北海道庁立天塩農事試作場が天塩郡天塩村（現・天塩町）に設置される。
- 1936年 - 北海道農事試験場天塩試作場に改称される。
- 1942年 - 北海道農業試験場天塩分場に改称される。
- 1944年 - 北海道農業試験場上川支場天塩分場となる。
- 1950年 - 北海道立農業試験場天北支場となる。
- 1952年 - 枝幸郡浜頓別町に北海道立農業試験場宗谷支場が設置される。
- 1964年 - 本支場制を改め、宗谷支場を北海道立天北農業試験場とし、天北支場を同場の天塩支場とする。
- 1982年 - 天塩支場を廃止する。
- 2006年 - 北海道立上川農業試験場天北支場となる。
- 2010年 - 地方独立行政法人に移管される。
- 2018年 - 酪農試験場天北支場となる。

## 育成品種
馬鈴しょ
シレトコ、ワセシロ、コナフブキ
ペレニアルライグラス
ポコロ、チニタ